# Souel
Souel (okzitanisch: Soelh) ist eine französische Gemeinde mit 172 Einwohnern (Stand: 1. Januar 2022) im Département Tarn in der Region Okzitanien. Sie gehört zum Arrondissement Albi und zum Kanton Carmaux-2 Vallée du Cérou.

## Geographie
Souel liegt rund 22 Kilometer nordwestlich von Albi. Umgeben wird Souel von den Nachbargemeinden Cordes-sur-Ciel im Norden, Livers-Cazelles im Osten und Nordosten, Noailles im Süden und Osten, Donnazac im Südwesten, Frausseilles im Westen sowie Amarens im Westen und Nordwesten.

## Bevölkerungsentwicklung
| Jahr                       | 1962 | 1968 | 1975 | 1982 | 1990 | 1999 | 2006 | 2017 |
| Einwohner                  | 168  | 162  | 151  | 140  | 157  | 167  | 177  | 165  |
| Quellen: Cassini und INSEE |      |      |      |      |      |      |      |      |

## Sehenswürdigkeiten
- Kirche Notre-Dame-de-l'Assomption aus dem 15. Jahrhundert